# 马鞍山水库 (随州)
马鞍山水库是中国湖北省随州市境内的一座水库，位于府河支流漂水上，建于1958年。水库正常库容为1220万立方米，集雨面积为45.2平方千米，海拔为91.35米。